# Albergue

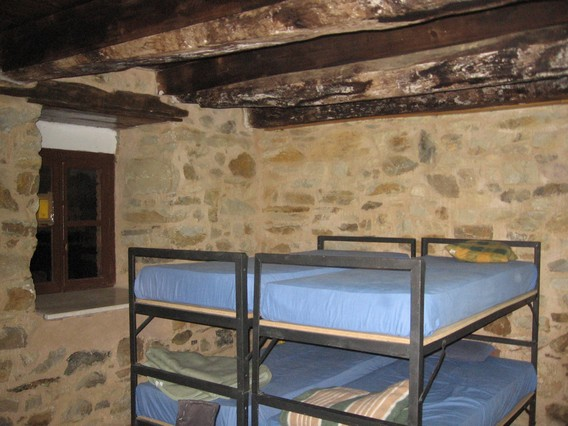
Albergue

Albergue – rodzaj schroniska, hostelu, noclegowni przeznaczony dla pielgrzymów dróg św. Jakuba. Prowadzone są przez ośrodki katolickie (w tym zakonne, parafialne), miejskie, prywatne lub władze Galicji. Największa liczba albergue znajduje się na  francuskiej Drodze św. Jakuba (Camino Francés). Miejsca w pokojach zapewnione są dla osób posiadających credencial. W sali znajdują się zazwyczaj miejsca od kilku do kilkunastu osób, ale istnieją też alberge z salami na kilkaset osób. Ceny wahają się między 3 a 9 euro.